# Français Glacier Tongue
Français Glacier Tongue är en glaciär i Antarktis. Den ligger i Östantarktis. Frankrike gör anspråk på området. Français Glacier Tongue ligger 11 meter över havet.
Terrängen runt Français Glacier Tongue är platt norrut, men åt sydväst är den kuperad. Havet är nära Français Glacier Tongue åt nordost.  Trakten är obefolkad. Det finns inga samhällen i närheten.